# 龙潭街道 (桂阳县)
龙潭街道为湖南省桂阳县所辖街道，2012年4月设立。2012年4月新设龙潭街道由原城郊乡3行政村、原城关镇4社区、原仁义镇梧桐村、原樟市镇山背村，以及原茶场、良种场、桂阳林场组成。龙潭街道总面积75.10平方公里，总人口5.23万人，办事处驻八字塘（原城关镇驻地）。 

## 行政区域
- 自原城郊乡划入城北、昭金、洞水3个行政村；
- 自原城关镇划入高码头、北关、八字塘、五云观4个社区；
- 原仁义镇梧桐村；
- 原樟市镇山背村；
- 原茶场、良种场、桂阳林场。

## 行政区划
现辖辖5个行政村、4个社区：
十字街社区、高码头社区、南塔社区、蔡伦井社区、东塔社区、北关社区、五云观社区、百花社区、八字塘社区、宝山南苑社区和宝山北麓社区。

## 中国传统村落
2013年8月，溪里魏家被评为第二批中国传统村落。